# Сертан-ди-Кратеус (микрорегион)

Сертан-ди-Кратеус на карте.

Сертан-ди-Кратеус (порт. Microrregião do Sertão de Cratéus) — микрорегион в Бразилии, входит в штат Сеара. Составная часть мезорегиона Сертойнс-Сеаренсис. Население составляет 	240 714	 человек (на 2010 год). Площадь — 	12 830,682	 км². Плотность населения — 	18,76	 чел./км².

## Демография
Согласно сведениям, собранным в ходе переписи 2010 г. Национальным институтом географии и статистики (IBGE), население микрорегиона составляет:						
| Полное население                             | Полное население                             | Полное население                             | Полное население                             | 240 714 |
| -------------------------------------------- | -------------------------------------------- | -------------------------------------------- | -------------------------------------------- | ------- |
| в том числе:                                 | Городское население                          | 140 502                                      | Процент городского населения, %              | 58,37   |
|                                              | Сельское население                           | 100 212                                      | Процент сельского населения, %               | 41,63   |
|                                              | Мужское население                            | 118 439                                      | Процент мужского населения, %                | 49,20   |
|                                              | Женское население                            | 122 275                                      | Процент женского населения, %                | 50,80   |
| Плотность населения, чел/км²                 | Плотность населения, чел/км²                 | Плотность населения, чел/км²                 | Плотность населения, чел/км²                 | 18,76   |
| Население микрорегиона в % к населению штата | Население микрорегиона в % к населению штата | Население микрорегиона в % к населению штата | Население микрорегиона в % к населению штата | 2,85    |

## Статистика
- Валовой внутренний продукт на 2003 составляет 462 390 680,00 реалов (данные: Бразильский институт географии и статистики).
- Валовой внутренний продукт на душу населения на 2003 составляет 1950,47 реалов (данные: Бразильский институт географии и статистики).
- Индекс развития человеческого потенциала на 2000 составляет 0,643 (данные: Программа развития ООН).

## Состав микрорегиона
В составе микрорегиона включены следующие муниципалитеты:
1. Араренда
2. Кратеус
3. Индепенденсия
4. Ипапоранга
5. Монсеньор-Табоза
6. Нова-Русас
7. Нову-Ориенти
8. Китерианополис
9. Тамборил